# Matija Slavič
Matija Slavič (Bučečovci, 1877. január 27. – Ljubljana, 1958. október 25.) szlovén teológus, fordító, tanár. 1932-től 1933-ig, majd 1939-től 1941-ig a ljubljanai egyetem rektora volt. Közreműködött a Vendvidék nagyobb részének Magyarországtól való elcsatolásában.

## Élete és munkássága
Ljutomer mellett született, Stájerországban, a ma Szlovéniához tartozó országrészben Mathias Slavitsch és Ana Hrovat fiaként. Teológiát Mariborban.
Legfontosabb műve a Szentírás közvetlenül zsidó nyelvből való lefordítása. Ljubljanában a teológia kar dékánja is volt.

### Politikai tevékenység
Az első világháborút követő párizsi béketárgyalásokon tagja volt a Szerb–Horvát–Szlovén Királyság küldöttség szlovén csoportjának, azon belül is a Vendvidékért felelős szakértő volt. A terület iránt személyes okokból is nagyfokú volt az érdeklődése, ugyanis egyik őse is innen, tehát a történelmi Magyarországról származott. Kezdetben a jugoszlávok nem tartottak igényt a területre, egyfelől mert kevés, hiányos és magyar részről némileg torzított adatok álltak a rendelkezésére. Slavič kapcsolatban állt a Vendvidék jugoszláv-párti katolikus értelmiségével, akik szerettek volna Magyarországtól elszakadni. Slavič azonkívül maga is igyekezett pontosítani a szándékosan torzított magyar adatokon, de ő maga is tett elferdített megállapításokat, elsősorban az Alsólendva vidéki falvakkal kapcsolatban, melyeket etnikailag vegyes községeknek nevezett, noha ott voltak színmagyar települések is. A területen 1919-ben létrejött a Vendvidéki Köztársaság, amit sem a lakosság, sem az új délszláv állam nem támogatott. Slavičnak is az volt a véleménye, hogy különösebb érdemeket az új köztársaság nem szerzett a szlovén autonómia és bolsevizmus elleni harc terén. Következésképp sem a köztársaságot, sem vezetőjének Tkálecz Vilmosnak a tetteit nem tartotta komoly dolognak.
A konferencián jelen volt Apponyi Albert mellett Mikola Sándor Vendvidékről származó tanár, aki az ún. vend-kelta elmélettel próbálta megakadályozni a Vendvidék elcsatolását. Mikola állításainak jó része igencsak gyenge lábakon állt, több egymásnak is egészen ellentmondott, erre Slavič világított rá a legjobban.
Részben Slavičnak is köszönhető, hogy végül a Vendvidék Jugoszláviához került.

## Lásd még
- A Muravidék elcsatolásának ünnepe

## Külső hivatkozások
- Göncz László: Muravidék, 1919